# Sebastian Grochala
Sebastian Grochala (ur. 26 sierpnia 1987 w Łodzi) – polski polonista, były instruktor harcerski, Naczelnik Harcerzy Związku Harcerstwa Rzeczypospolitej w latach 2012–2015.
Od stycznia 2025 Dyrektor Działu Marketingu i Public Relations w Kulczyk Foundation. 

## Działalność harcerska
W latach 2003–2008 drużynowy 17 Łódzkiej Drużyny Harcerzy im. Jerzego Szletyńskiego (trzykrotnie zdobył z nią miano Drużyny Rzeczypospolitej), w latach 2006–2010 szczepowy szczepu „Semper Fidelis”; potem także drużynowy 17 Łódzkiej Drużyny Wędrowników „Honker”; 2007–2009 – komendant Łódzkiego Związku Drużyn „Północ”, a następnie hufcowy Łódzkiego Hufca Harcerzy „Północ”; w latach 2010–2012 Referent Kształcenia Łódzkiej Chorągwi Harcerzy oraz Kierownik Wydziału Harcerzy Głównej Kwatery Harcerzy Związku Harcerstwa Rzeczypospolitej. Oboźny podczas Jubileuszowego Zlotu Stulecia Harcerstwa „Kraków 2011”.
W trakcie trwania XII Zjazdu ZHR, który odbył się w Warszawie w dniach 20–22 kwietnia 2012, wybrany został na funkcję Naczelnika Harcerzy ZHR, zostając najmłodszym Naczelnikiem w historii ZHR.

## Działalność zawodowa
Od ponad dekady związany z branżą komunikacji, PR oraz marketingu.
W latach 2012–2018 rzecznik prasowy MPK-Łódź, od 2018 roku specjalista ds. komunikacji w LS Airport Services S.A oraz LS Technics. Od października 2018 roku Manager ds. Marketingu i Komunikacji oraz rzecznik prasowy LS Airport Services S.A i LS Technics.
Od marca 2020 do czerwca 2023 roku pełnił funkcję Dyrektora Marketingu i Komunikacji oraz Rzecznika Prasowego w Polska Grupa Farmaceutyczna.
Od lutego 2023 roku do grudnia 2024 roku pełnił funkcję Managera ds. Marketingu i Komunikacji oraz Rzecznika Prasowego w Klinikach Neuroradiochirurgii Sp. z o.o. – odpowiadał za całość działań marketingowych i komunikacyjnych Grupy oraz placówek medycznych wchodzących w jej skład:
- Radomskiego Centrum Onkologii,
- Centrum Gamma Knife w Warszawie,
- Szpitala Specjalistycznego w Brzezinach,
- Radomskiego Centrum Rodziny.

Praktyk szeroko rozumianych komunikacji, PR, Public Affairs oraz marketingu w dużych firmach, organizacjach pozarządowych i instytucjach samorządowych. Chętnie i regularnie dzieli się swoją wiedzą i doświadczeniami ze studentami oraz pracownikami Działów Marketingu i Komunikacji na różnego rodzaju konferencjach, warsztatach i spotkaniach. Prowadzi konsultacje, warsztaty oraz indywidualne i grupowe konsultacje z zakresu komunikacji wewnętrznej, zewnętrznej, kryzysowej oraz wystąpień publicznych i marketingu.
Wykładowca na kierunkach "Dziennikarstwo i komunikacja"  w Akademii Humanistyczno-Ekonomicznej w Łodzi oraz "Pomoc psychologiczna i interwencja kryzysowa" w Wyższej Szkole Europejskiej w Krakowie.

## Nagrody i wyróżnienia
- Absolwent VIP Uniwersytet Łódzki[6]
- Laureat Konkursu Dyrektor Marketingu roku 2020/2021 w kategoriach: Best COVID Marketing Response oraz dla najlepszego zespołu marketingu[7].
- Nominacja w kategorii kreatywność w konkursie Liderzy Rekrutacji OLX Know How 2021 za Kampanię "Potrzebujemy Ciebie".
- Wyróżnienie w kategorii Najlepsza inicjatywa „Out of the box” w konkursie Siła Przyciągania 2019 organizowanym przez Puls Biznesu za projekt "Schody do Twojej Kariery"[8][9].
- II miejsce w konkursie "Pracodawca Jutra 2019" za szereg działań wspierających edukację zawodową, realizowanych w ramach projektu LS Academy[10].
- Wyróżnienie "Pracodawca zaangażowany w działania na rzecz rozwoju kształcenia zawodowego" za ogólnopolski program LS Academy realizowany w celu przygotowywania przyszłych kadr dla polskiej branży lotniczej[11].

## Wykształcenie i inne
- Absolwent Filologii Polskiej na Uniwersytecie Łódzkim oraz Studiów Podyplomowych „PR i Strategiczne Komunikowanie w Firmach” na SGH w Warszawie.
- Absolwent Programu Rozwoju Menedżerów ICAN Business Advisor[12]

- Członek Polskiego Stowarzyszenia Public Relations[13].
- Wywiad z Sebastianem Grochalą w "Kuchni Marketera".
- Autor vloga "Między Przystankami".
- Współautor i współprowadzący inicjatywy  "Kino Bliskich Relacji" w łódzkim Kinie Charlie oraz Podcastu "Bliska Relacja".
- Organizator wyprawy rowerowej z Łodzi do Barcelony "Andanza de Honker"[14].